# Suleyman Sleyman
Suleyman Sleyman (ur. 28 grudnia 1979 w Södertälje) – szwedzki piłkarz pochodzenia asyryjskiego grający na pozycji środkowego obrońcy. Od 2009 roku jest zawodnikiem klubu Syrianska FC.

## Kariera klubowa
Swoją karierę piłkarską Sleyman rozpoczął w klubie Syrianska FC z miasta Södertälje. W 1996 roku awansował do kadry pierwszej drużyny i wtedy też zadebiutował w nim w szwedzkiej 1. Division. W zespole Syrianska grał do końca 1997 roku.
Na początku 1998 roku Sleyman przeszedł z Syrianski do sztokholmskiego Hammarby IF. Podstawowym zawodnikiem tego zespołu stał się w 2001 roku. W tamtym sezonie wywalczył z Hammarby mistrzostwo Szwecji, pierwsze w shistorii tego klubu. Z kolei w sezonie 2003 wywalczył wicemistrzostwo kraju. W Hammarby występował do końca sezonu 2008. W klubie tym rozegrał 162 mecze ligowe i strzelił w nich 1 gola.
W 2009 roku Sleyman został piłkarzem Syrianski, która awansowała z 1. Division do Superettan. W sezonie 2010 awansował z Syrianską z drugiej do pierwszej ligi Szwecji.
| Sezon | Klub         | Kraj    | Rozgrywki   | Mecze | Bramki |
| ----- | ------------ | ------- | ----------- | ----- | ------ |
| 1996  | Syrianska FC | Szwecja | 1. Division | 6     | 1      |
| 1997  | Syrianska FC | Szwecja | 1. Division | 21    | 3      |
| 1998  | Hammarby IF  | Szwecja | Allsvenskan | 8     | 0      |
| 1999  | Hammarby IF  | Szwecja | Allsvenskan | 3     | 0      |
| 2000  | Hammarby IF  | Szwecja | Allsvenskan | 5     | 0      |
| 2001  | Hammarby IF  | Szwecja | Allsvenskan | 22    | 0      |
| 2002  | Hammarby IF  | Szwecja | Allsvenskan | 21    | 0      |
| 2003  | Hammarby IF  | Szwecja | Allsvenskan | 20    | 0      |
| 2004  | Hammarby IF  | Szwecja | Allsvenskan | 18    | 0      |
| 2005  | Hammarby IF  | Szwecja | Allsvenskan | 21    | 0      |
| 2006  | Hammarby IF  | Szwecja | Allsvenskan | 5     | 0      |
| 2007  | Hammarby IF  | Szwecja | Allsvenskan | 23    | 0      |
| 2008  | Hammarby IF  | Szwecja | Allsvenskan | 21    | 1      |
| 2009  | Syrianska FC | Szwecja | Superettan  | 14    | 0      |
| 2010  | Syrianska FC | Szwecja | Superettan  | 28    | 1      |
| 2011  | Syrianska FC | Szwecja | Allsvenskan | 5     | 0      |
| 2012  | Syrianska FC | Szwecja | Allsvenskan | 14    | 0      |
| 2013  | Syrianska FC | Szwecja | Allsvenskan |       |        |

## Kariera reprezentacyjna
Swój jedyny mecz w reprezentacji Szwecji Sleyman rozegrał 13 stycznia 2008 przeciwko Kostaryce. Był to mecz towarzyski, a Szwecja wygrała w nim 1:0.
| Mecze i gole w reprezentacji | Mecze i gole w reprezentacji | Mecze i gole w reprezentacji | Mecze i gole w reprezentacji | Mecze i gole w reprezentacji | Mecze i gole w reprezentacji | Mecze i gole w reprezentacji |
| #                            | Data                         | Stadion                      | Rywal                        | Wynik                        | Gol                          | Rozgrywki                    |
| 2008                         | 2008                         | 2008                         | 2008                         | 2008                         | 2008                         | 2008                         |
| ---------------------------- | ---------------------------- | ---------------------------- | ---------------------------- | ---------------------------- | ---------------------------- | ---------------------------- |
| 1.                           | 13.01.2008                   | San Juan de Tibas, Kostaryka | Kostaryka                    | 1:0                          | 0                            | towarzyski                   |